# John Marshall Robsion junior

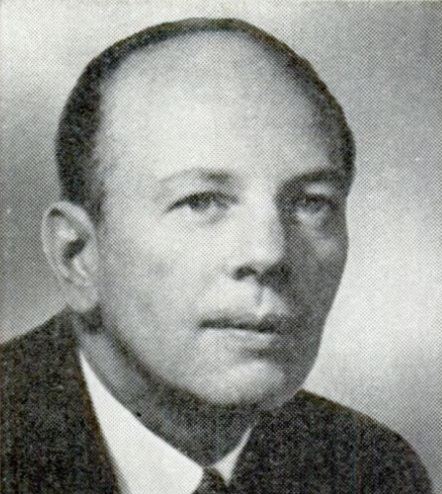
John Marshall Robsion (1957)

John Marshall Robsion Jr. (* 28. August 1904 in Barbourville, Kentucky; † 14. Februar 1990 in Fort Lauderdale, Florida) war ein US-amerikanischer Politiker. Zwischen 1953 und 1959 vertrat er den Bundesstaat Kentucky im US-Repräsentantenhaus.

## Werdegang
John Robsion war der Sohn von John M. Robsion (1873–1948), der zwischen 1919 und 1948 mit Unterbrechungen den Staat Kentucky in beiden Kammern des Kongresses vertrat. Der jüngere Robsion besuchte bis 1919 die Union College Academy in Barbourville. Danach studierte er an der Georgetown University in Washington, D.C. Dort schrieb er sich auch am National War College ein. Zwischen 1919 und 1928 war er als Sekretär beim Kongress angestellt. Nach einem gleichzeitigen Jurastudium an der George Washington University und seiner 1926 erfolgten Zulassung als Rechtsanwalt ließ er sich 1928 in Louisville nieder. Bereits im folgenden Jahr kehrte er nach Washington zurück. Dort leitete er zwischen 1929 und 1935 die Rechtsabteilung der Bundesrentenversicherung. Danach kehrte er nach Louisville zurück, um dort wieder als Anwalt zu praktizieren.
Während des Zweiten Weltkrieges diente Robsion zwischen 1942 und 1946 in der United States Army. Dabei war er in Nordafrika, Italien und Österreich eingesetzt. Von 1946 bis 1952 war er Richter in Kentucky. Politisch war er Mitglied der Republikanischen Partei, als deren juristischer Berater er auf Staatsebene zwischen 1938 und 1942 fungierte. In den Jahren 1952, 1956 und 1960 nahm er als Delegierter an den jeweiligen Republican National Conventions teil, auf denen Dwight D. Eisenhower sowie später Richard Nixon als Präsidentschaftskandidaten nominiert wurden.
Bei den Kongresswahlen des Jahres 1952 wurde Robsion im dritten Wahlbezirk von Kentucky in das US-Repräsentantenhaus in Washington gewählt, wo er am 3. Januar 1953 die Nachfolge von Thruston Ballard Morton antrat. Nach zwei Wiederwahlen konnte er bis zum 3. Januar 1959 drei Legislaturperioden im Kongress absolvieren. Diese waren von den Ereignissen des Kalten Krieges und innenpolitischen Unruhen im Zusammenhang mit der Bürgerrechtsbewegung bestimmt. Bei den Wahlen des Jahres 1958 unterlag Robsion dem Demokraten Frank W. Burke. 1959 kandidierte er für das Amt des Gouverneurs von Kentucky, verlor aber gegen Bert T. Combs. In den folgenden Jahren arbeitete Robsion wieder als Anwalt. Außerdem war er Kurator des Kentucky Jockey Club. Er lebte abwechselnd in Louisville und in Fort Lauderdale, wo er am 14. Februar 1990 verstarb.